# 北约翰斯 (阿拉巴马州)
北约翰斯（英語：North Johns）是美国阿拉巴马州下属的一座城市。面积约为0.2平方英里（约合0.53平方公里）。根据2010年美国人口普查，该市有人口145人，人口密度为714.29/平方英里（约合273.58/平方公里）。